# Cinquantenario del traforo del Sempione
Il Cinquantenario del traforo del Sempione è un francobollo commemorativo emesso dalla Repubblica Italiana nel 1956 con valore di 25 lire a ricordo dell'inaugurazione del traforo del Sempione avvenuta nel 19 maggio 1906.
Il francobollo contiene una serie di errori di soggetto, tanto che è considerato dai filatelisti come "il campione degli errori".

## Ricorrenza

Immagine storica durante i lavori di costruzione

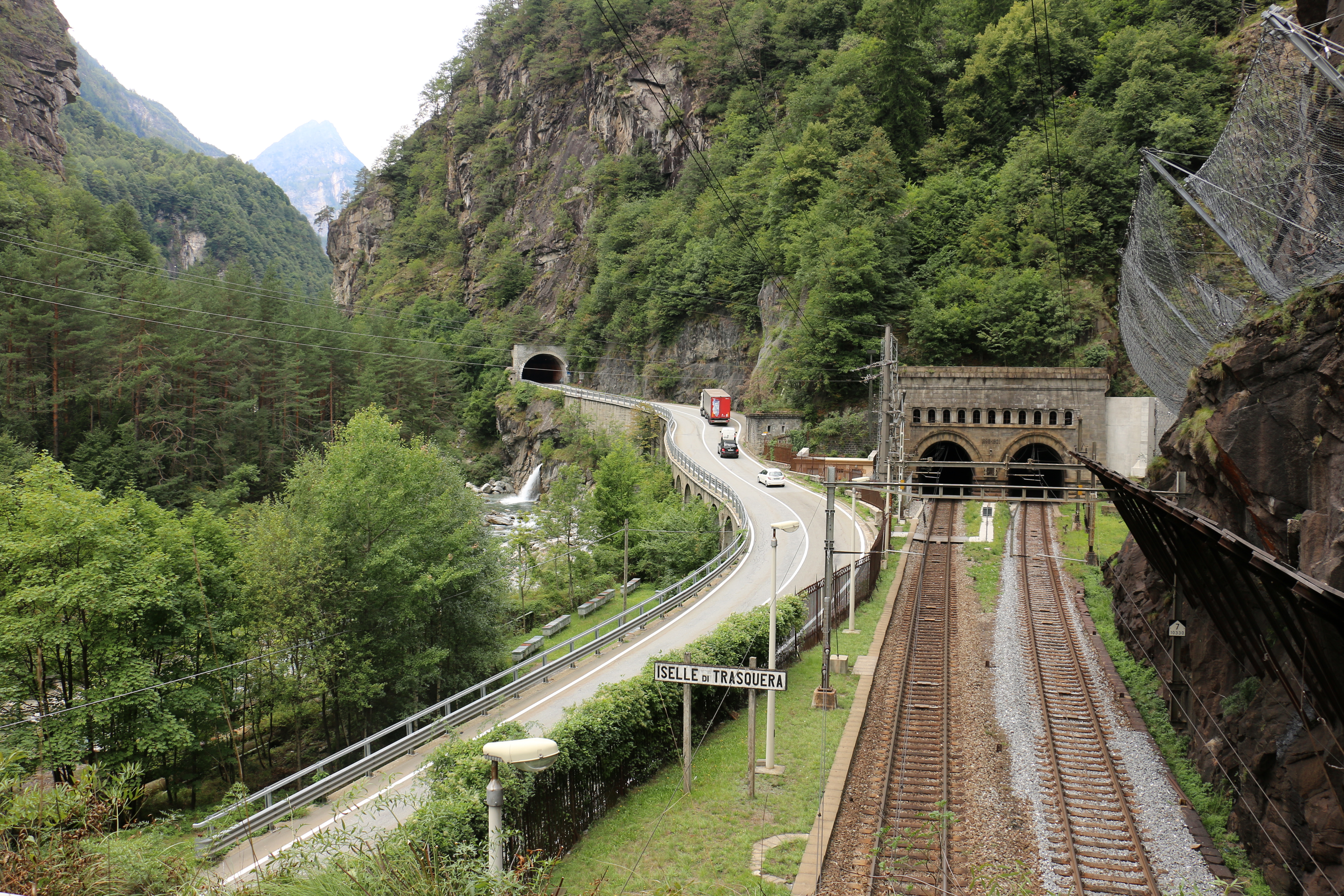
Portale meridionale del traforo del Sempione

Il traforo congiunge l'Italia alla Svizzera lungo la ferrovia del Sempione e misura 19,803 km, il che lo rese la galleria ferroviaria più lunga del mondo fino al 1982. Dopo sette anni di lavori, il tunnel venne inaugurato il 19 maggio 1906 alla presenza del re d'Italia Vittorio Emanuele III e del presidente della Confederazione elvetica Ludwig Forrer.
Nel 1956 la Repubblica italiana decise di celebrare il 50º anniversario dell'apertura del traforo con l'emissione di un francobollo.

## Descrizione
Il francobollo commemorativo, da 25 lire e di colore verde, fu stampato in rotocalco con dimensioni 40×24 mm e con una tiratura di dieci milioni di esemplari. Il bozzetto venne disegnato dal milanese Aldo Frailich con l'intento di simboleggiare la fine dei tradizionali trasporti passeggeri e della posta a cavalli effettuati con il "postiglione" con a fianco l'inizio del nuovo trasporto ferroviario.
Il francobollo emesso però fu oggetto di scherno da parte dei collezionisti filatelici per gli evidenti errori riportati nella vignetta. Vi è rappresentata infatti una locomotiva a vapore, sebbene la linea ferroviaria fosse stata costruita a trazione elettrica appunto per scongiurare l'asfissia da fumo nella lunga galleria. Il disegno rappresenta poi due portali allineati, benché solo uno dei tunnel era attivo all'apertura del traforo (e non quello da cui esce il treno), mentre il secondo tunnel parallelo fu aperto solo nel 1922. Inoltre la locomotiva esce dalla galleria di destra, mentre, nella realtà, guardando il traforo dalla posizione in cui la vignetta lo propone, il treno dovrebbe uscire dalla sinistra in base al senso di marcia tenuto nella circolazione ferroviaria sia italiana che svizzera. Peraltro, il treno dell'inaugurazione viaggiò da Domodossola verso Briga, sicché l'immagine avrebbe dovuto rappresentare la coda del convoglio e non la locomotiva.

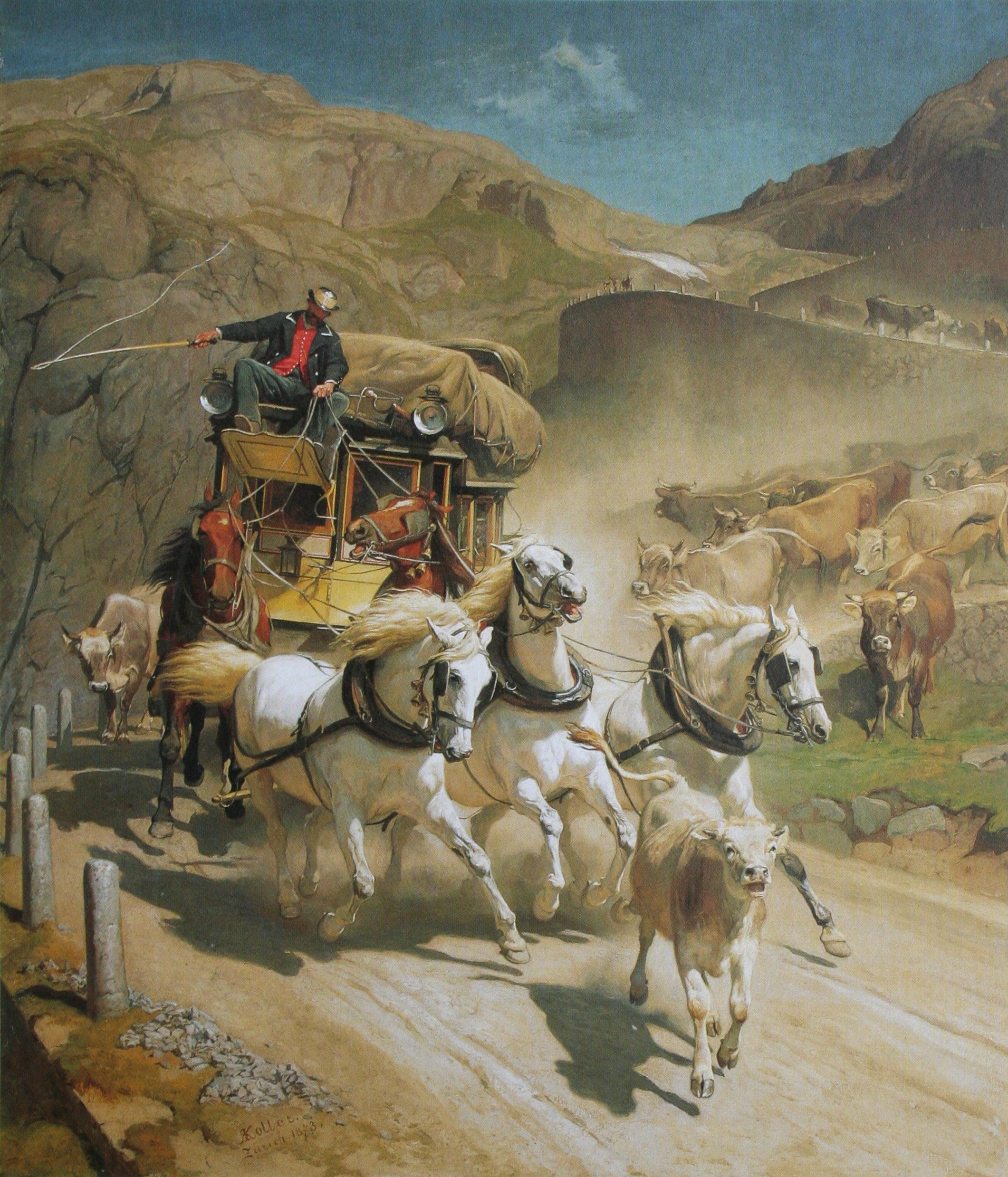
Rudolf Koller, La posta del Gottardo

La diligenza sulla sinistra della vignetta viaggia su una strada che, nella realtà, non esisteva in quella posizione e in ogni caso quella carrozza non poteva aver prestato servizio sul Sempione, in quanto è tratta da un noto quadro del 1873 di Rudolf Koller a titolo La posta del Gottardo. L'artista Aldo Frailich aveva dunque preso in prestito il disegno della carrozza interamente dall'opera di qualcun altro, spacciandolo per suo, per il quale fu minacciato di sanzioni da parte del dipartimento postale.
Tanto si parlò degli errori di questo francobollo che gli fu dato un posto d'onore nella Guide mondial des timbres erronés di Jean-Pierre Mangin e pubblicata da Yvert & Tellier nel 1999.

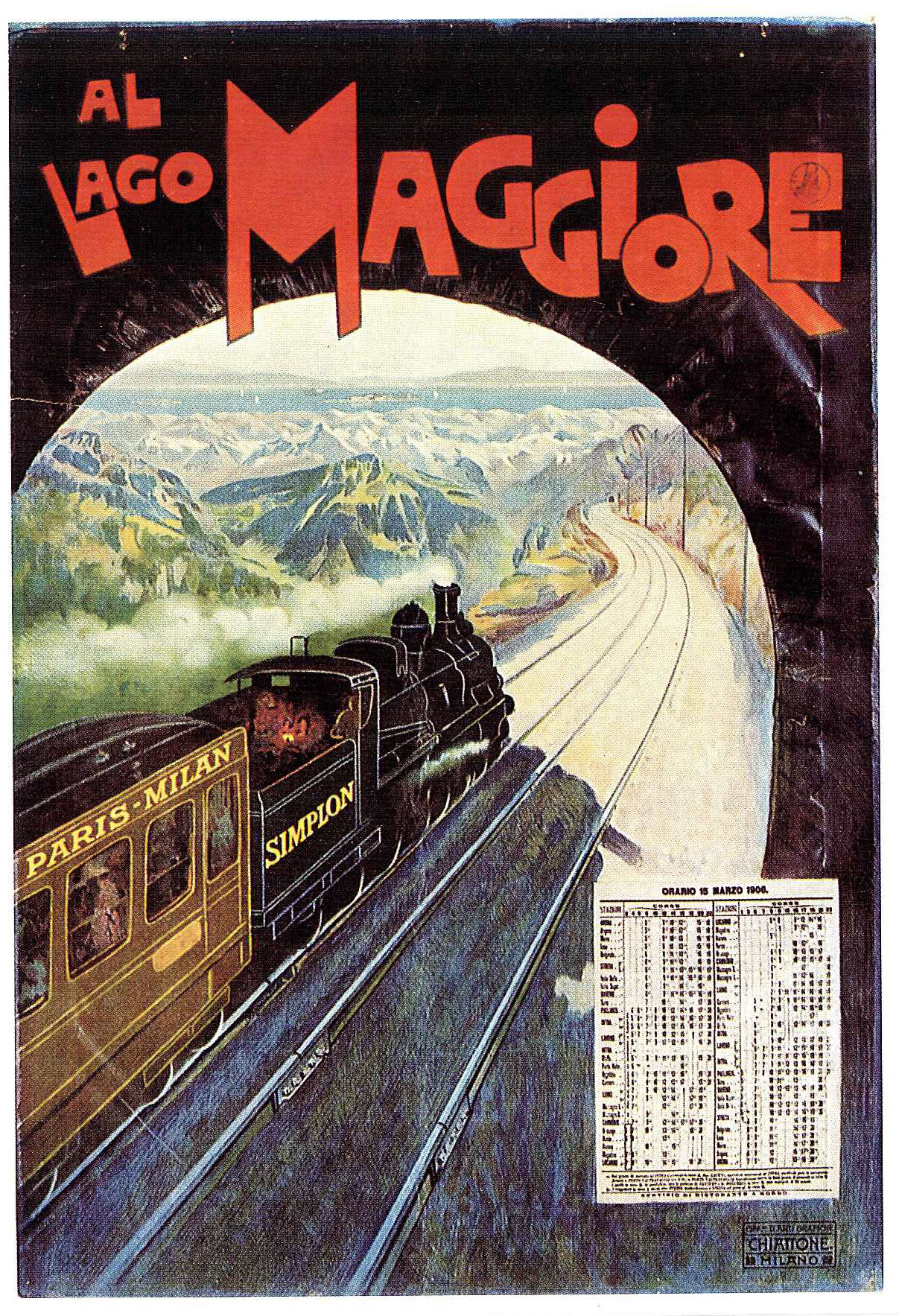
Manifesto del 1908

Durante l'analisi degli errori, tuttavia, si è poi scoperto che la fonte del soggetto del francobollo era stata una fotografia amatoriale delle prove di servizio del tunnel, in cui è raffigurata davvero una locomotiva a vapore che percorre il binario sinistro "sbagliato". Inoltre, il ritardo di consegna del materiale rotabile elettrico, rarità allora, costrinse all'utilizzo della trazione a vapore nelle prime settimane di vita del traforo; i poveri macchinisti consideravano il loro lavoro come "l'andata e ritorno dall'inferno". La trazione elettrica venne attivata il 1º giugno 1906. Un manifesto pubblicitario del 1908 del treno Parigi-Milano rappresenta il treno trainato da una locomotiva a vapore sulla ferrovia del Sempione e diretta al lago Maggiore.

## Errore nel francobollo del centenario
Nel 2006 la Repubblica italiana provvide ad emettere un francobollo da 0,62 € in occasione del 100º anniversario dell'inaugurazione del traforo del Sempione: anche in quel caso vi fu un errore iconografico, perché la bandiera della Svizzera venne disegnata con forma rettangolare (destinata solo all'uso navale), anziché con la tradizionale forma quadrata.